# Jorge Eduardo Eielson
Jorge Eduardo Eielson (Lima, 13 avril 1924 – Milan, 8 mars 2006) est un artiste péruvien. Il se distingue parmi ses contemporains, les artistes de la génération des années 1950, non seulement pour ne pas avoir limité son œuvre à une perspective de la forme pure ou l’engagement social, mais encore pour parcourir tous les genres littéraires et plastiques : la poésie, la narration, l’essai, le théâtre, la peinture, la sculpture et les arts performatifs.
Jorge Eduardo Eielson quitte le Pérou quand il a 24 ans et il passe toute sa vie en Europe. Après qu’il part de Lima, il habite à Paris, Genève, Rome, New York, Milan et Bari Sardo. Dans les pays européens et aux États-Unis, il est célèbre premièrement pour son œuvre plastique et performative, tandis qu’en Amérique Latine il est plus connu comme un poète prolifique. 
Pour l’analyse de sa production artistique, trois axes thématiques peuvent être établis : le corps comme entité matérielle et sa relation avec une dimension spirituelle ;   le langage poétique et l’exploration des limites de signification entre les mots et les signes graphiques ; et la quête existentielle de l’homme dans un monde quotidien parmi des objets courants.

## Vie
Jorge Eduardo Eielson naît en 1924 à Lima et vit son enfance avec sa mère, deux sœurs plus âgées et un petit frère qui meurt jeune.   Son père, qui était américain d’origine scandinave, disparaît quand l’artiste est petit et sa famille lui dit qu’il est mort. Eielson apprend à jouer du piano, il fait des dessins et récite ses écrivains favoris avant son adolescence. À l’école, ses professeurs sont les écrivains José María Arguedas et Luis Fabio Xammar. Arguedas se rend compte du talent du jeune étudiant et le motive à publier ses premiers poèmes.
En 1945, avec la publication de Reinos, il reçoit le prix national de poésie du Pérou ; il commence à publier des articles et des dessins dans les magazines et les journaux péruviens et devient membre du comité de rédaction de Las moradas, revue du poète Emilio Westphalen. En  1946, il publie, avec la collaboration de ses collègues Sebastián Salazar Bondy, Javier Solorguren et Fernando de Szyszlo, l’anthologie La Poésie contemporaine du Pérou. Après sa première exposition plastique à Lima et avoir reçu le prix national de théâtre avec Maquillage, Eielson obtient une bourse française et voyage à Paris.
À son arrivée en France Eielson entame une relation avec les artistes européens du nouveau réalisme qui l’influencent dans ses expositions plastiques dans les galeries parisiennes. Même s’il continue à écrire, la barrière linguistique et sa propre décision de ne pas publier ont comme conséquence que ses poèmes restent inconnus, sauf pour quelques parutions dans les journaux péruviens. Il en résulte qu’Eielson se consolide comme artiste plasticien en Europe, alors que dans l’Amérique Latine il renforce son image comme poète.
En 1950 l’artiste reçoit une bourse UNESCO pour voyager à Genève, expérience qui a un impact dans son œuvre puisqu’elle lui permet de purger son langage. Il visite l’Espagne et l’Italie, où il restera jusqu'à sa mort. Les années 50 sont prolifiques pour sa poésie et il ne reprend pas l’œuvre plastique jusqu’à la fin de la décennie. Cette décision est causée par une crise dans la vie de l’artiste : d’un côté, il s’initie au bouddhisme, philosophie qui donne lieu aux questions sur le corps et l’existence humaine qui ne peuvent pas être explorées seulement avec les mots. D’un autre côté, le langage se montre chaque fois plus insuffisant pour énoncer les réalités complexes et il est nécessaire de trouver les dispositifs pour le renouveler.   Après les années 60, Eielson dédie ses efforts à la peinture, la sculpture et la performance, de manière qu’il arrête sa production écrite et on voit seulement des rééditions et anthologies de ses poèmes de jeunesse.    
Eielson présente ses œuvres en tant qu’artiste plasticien en Europe et Amérique, notamment à Paris, Milan, Venise, Rome, New York, Lima, Berne, Hambourg, Munich, Düsseldorf et Mexico DF. En 1972, lui et Herman Braun représentent le Pérou à l'exposition d'art latino-américain Mirando al sur, au Centre des Relations Interaméricaines de New-York. À la fin des années 70,  Eielson voyage à Lima pour une exposition de son œuvre plastique et pour accomplir une recherche sur l’art précolombien ; cette enquête lui permet d’inclure dans ses créations plus fortement la thématique indigène encadrée par les contextes contemporains qui la rendent universelle.
Après plus de 20 ans de silence éditorial, Eielson reprend la poésie dans les années 90 et publie ses derniers recueils avec un ton poétique plus léger et sans les contradictions qui étaient présentes dans ses textes de jeunesse. Eielson meurt du cancer à Milan ; il avait déjà perdu son compagnon Michele Mulas des suites de la même maladie quatre ans avant. Leurs cendres reposent dans le cimetière de Bari Sardo, en Italie.

## Œuvre
L’œuvre de Jorge Eduardo Eielson se caractérise par sa diversité de genres et domaines. Il commence sa vie artistique comme poète, mais il devient peintre, sculpteur, romancier, dramaturge et musicien. Eielson affirme dans ses entretiens qu’il voulait être un artiste total, un artisan de la parole, des huiles et des toiles, sans se spécialiser ou se définir comme poète, peintre ou sculpteur ; il assume dans sa vie le défi de ne pas être réduit par son métier, mais de soutenir une recherche permanente de nouveaux langages et formes d’expression. C’est pour cela qu’il change de genre et de style pour accomplir son exploration de l’existence humaine et, aussi, c’est pourquoi son œuvre est si difficile à catégoriser ou à hiérarchiser.   
Sous cet angle, l’œuvre d’Eielson peut être organisée dans sa production écrite ou verbale et non écrite ou non verbale. 

### Œuvre écrite
Eielson publie son premier recueil de poèmes en 1943 quand il a 19 ans. Même s’il ne montre pas d’intérêt à diffuser sa production, il continue à écrire d’une manière constante jusqu'aux années 60. Après  une pause d’environ 24 ans, il reprend l’écriture avec sa dernière poésie.

#### Poésie
Même si quelques poèmes sont l’objet d’un court tirage, Eielson publie principalement quatre éditions de sa poésie toutes intitulés Poesía escrita ; chaque édition inclut des recueils différents et des changements dans l’ordre de l’index:
- Eielson, J. (1976). Poesía escrita. Lima: ICP.
- Eielson, J. (1989). Poesía escrita. Mexico D.F.: Vuelta.
- Eielson, J. (1998). Poesía escrita. Bogota: Norma.
- Eielson, J. (2003). Vivir es una obra maestra: Poesía escrita. Madrid: Ave del paraíso.

#### Romans
- Eielson, J. (1971). El cuerpo de Gulia-no. México D.F.: Joaquín Moritz.
- Eielson, J. (1988). Primera muerte de María. México D.F.: FCE.

#### Théâtre
- Eielson, J. (2012). Maquillage. Lima : San Marcos.
- Eielson, J. (1998). « Acto final ». In Eielson, J. Poesía escrita. Bogotá: Norma.

#### Essais
Pendant les années 50, Eielson collabore avec des magazines péruviens où il écrit différents articles sur la littérature, l’art et la culture. Ces articles ont été compilés par les commentateurs pour qu’on puisse les lire, étant donné qu’ils sont dispersés dans différentes publications périodiques.

### Œuvre non écrite
Son œuvre non écrite est constituée d’une série de peintures avec des thématiques communes et aussi de performances et installations. Dans les peintures, on peut remarquer la collection La costa infinita del Perú, la collection de vêtements et la collection de Quipus. Dans la première on voit des paysages construits avec des matériaux divers ; dans la deuxième, c’est l’arrivée de la figure humaine dans l’œuvre plastique d’Eielson avec l’utilisation des vêtements noués ; finalement, avec son immersion dans la culture précolombienne, les quipus –nœuds de l’empire Inca– inondent sa production.
Parmi les performances et installations, on trouve les suivantes :
- Esculturas subterráneas (Paris, Roma, Nueva York, Einingen y Tokio – 1969).
- Ballet subterráneo (Paris – 1971).
- Nage (Paris – 1971).
- Concierto urbi et orbi (Munich – 1971).
- El cuerpo de Gulia-no (Venecia – 1972).
- Concierto para la paz (Venecia – 1972).
- Paracas pyramid (Düsseldorf – 1974).
- Dormir es una obra maestra (Lima-1978).
- Primera muerte de María (México – 1988).

## Axes thématiques
Pour analyser la production artistique de Jorge Eduardo Eielson, il faut partir de la recherche pour le sens existentiel de la vie humaine comme le fil rouge de toute son œuvre. Il y a une question de base qui traverse les travaux d’Eielson sur le sens, le but, le destin et les portées de la vie des hommes, une question qui doit commencer toujours dans la mortalité et les limites humaines.
La quête pour achever une vie transcendante se heurte contre les murs de l’imperfection et l’évanescence des êtres humains ; il semble qu’on ne puisse pas surpasser nos perceptions et nos mots. Le langage et le corps sont, alors,  deux axes thématiques fondamentaux pour approcher l’étude de l’œuvre d’Eielson ; le corps constitue une limite physique pour le sujet parce qu’on ne peut pas surpasser les perceptions et on pourra seulement sentir ce que le corps peut percevoir. Le corps est le mur qui sépare l’homme du monde et c’est seulement par ce tamis qu’on pourra construire des idées. 
D’un autre côté, les mots sont un outil limité pour exprimer la subjectivité, étant donné qu’ils ne permettent pas de capturer l’essence des pensées ou de figer le mouvement permanent de la réalité. Le langage devient presque inutile pour l’énonciation, raison pour laquelle Eielson abandonne une poésie traditionnelle pour une poésie visuelle et, finalement, pour une œuvre non écrite.

### Articles connexés
Littérature péruvienne